# Karl von Belrupt-Tissac

Karl Graf von Belrupt-Tissac (um 1860)

Karl Graf von Belrupt-Tissac (* 14. Dezember 1826 in Pleternica, Slawonien; † 31. Mai 1903 in Bregenz) war Offizier und Landeshauptmann Vorarlbergs (1878–1890).

## Biografie
Karl wurde in der Region Slawonien in Kroatien am 14. Dezember 1826 als Sohn des Franz Belrupt-Tissac und der Antonia von Sternberg-Rudelsdorf geboren. Seine Familie war ein altes gräfliches Adelsgeschlecht, ursprünglich aus Lothringen. Unter seinen Vorfahren war auch die schlesische Hof- und Sternkreuzordensdame Hedwig Maximiliane Reichsgräfin Dyhrn.
Er besuchte die Theresianische Militärakademie und schlug zunächst die Offizierslaufbahn beim Heer ein und blieb in der Folge bis 1852 bei der Gendarmerie. Dann quittierte Graf Belrupt-Tissac als Rittmeister den Dienst. Er ließ sich als Gutsbesitzer in Lochau nieder und widmete sich vor allem der Förderung der Landwirtschaft. Er gründete im Jahr 1861 den Landwirtschaftsverein von Vorarlberg und ab 1871 war der adelige „Wahlvorarlberger“ Mitglied des Herrenhauses.
Er heiratete Emilie Gräfin von Schärffenberg, verw. Gräfin von Attems (1812–1884), die Tochter des Grafen Johann von Schärffenberg und der Maria Josepha Gräfin von Thurn-Valsassina.
Ab 1874 gehörte er dem Landtag an und am 21. September 1878 wurde Karl Graf von Belrupt-Tissac von Kaiser Franz Joseph I. zum Landeshauptmann von Vorarlberg ernannt. Er trat damit die Nachfolge von Anton Jussel (* 1816; † 1878) an.
Während seiner politischen Tätigkeiten förderte er maßgeblich die Infrastruktur für die Wirtschaft des Landes Vorarlberg durch den Bau der Arlbergbahn sowie der Förderung der Dampfschifffahrt auf dem Bodensee.
Sein Nachfolger als Landeshauptmann Vorarlbergs wurde Adolf Rhomberg (1890–1918).

## Auszeichnungen und Würdigung
- Ehrenbürger der Stadt Bregenz
- Ehrenbürger der Stadt Bludenz

In Hörbranz ist die Graf-Belrupt-Straße nach ihm benannt.